# Duško Gojković
Duško Gojković (Jajca, 1931. október 14. – München, 2023. április 5.) szerb dzsessztrombitás; hangszerelő, zeneszerző.

## Pályakép
A világsztár Duško Gojković Belgrádi Zeneakadémián (1948–1953), majd a Berklee-n tanult. Játékában fellelhetőek a délszláv és a cigány folklór elemei is.
A Kurt Edelhagen big band zenekarában játszott (Frankfurt All Stars), később olyan zenészek partnere volt, mint Chet Baker, Stan Getz, Oscar Pettiford. 1958-ban fellépett a Newporti Dzsessz Fesztiválon, és nagy feltűnést keltve az Atlanti-óceán mindkét partján.
1966-ban vette fel Swinging Macedonia albumot. Ezt a lemezt a Balkán zenéje ihlette. A következő években Miles Davis, Dizzy Gillespie, Gerry Mulligan, Sonny Rollins, Duke Jordan és Slide Hampton együtteseivel is játszott.
Duško Gojković-ot Dizzy Gillespie egyszerűen csodálatosnak nevezte.

## Lemezek
- 1966: Swinging Macedonia
- 1970: As Simple as It Is
- 1971: After Hours
- 1971: It's About Blues Time
- 1971: Ten to Two Blues
- 1974: Slavic Mood
- 1975: East of Montenegro
- 1977: Wunderhorn
- 1979: Trumpets & Rhythm Unit
- 1983: Blues in the Gutter
- 1983: A Day in Holland
- 1983: Adio-Easy Listening Music
- 1983: Snap Shot
- 1987: Celebration
- 1992: Balkan Blue
- 1994: Soul Connection
- 1995: Bebop City
- 1996: Balkan Connection
- 1999: European Dream
- 1999: Golden Earrings
- 2001: Portrait
- 2001: In My Dreams
- 2002: 5 Horns and Rhythm
- 2003: Samba Do Mar
- 2004: One for Klook
- 2005: A Handful o' Soul
- 2006: Slavic Mood
- 2006: Samba Tzigane
- 2010: Summit Octet: 5ive Horns & Rhythm
- 2011: Tight But Loose
- 2013: The Brandenburg Concert
- 2014: Latin Haze